# Spandau 04
O Spandau 04 é um clube alemão de polo aquático na cidade de Berlim.

## História
O clube foi fundado em 1904.

## Títulos
- 28 vezes campeão da lida da Alemanha de polo aquático masculino.
- 23 vezes campeão da copa da Alemanha de polo aquático masculino.[2]
- 4 vezes campeão da Copa Europeia de polo aquático masculino (1983, 1986, 1987 e 1989).[3]
- 2 vezes campeão da Supercopa da Europa de polo aquático masculino (1986 e 1987).